# Конрад Офержинський
Конрад Офержинський (пол. Konrad Ofierzyński; нар. 10 січня 1909, Познань, Провінція Позен, Королівство Пруссія — пом. квітень 1940, Харків, УРСР) — лейтенант піхоти Війська Польського, футболіст.

## Життєпис
Сином Юзефа та Марії, уродженої Ксенжик. Після закінчення гімназії в Оструві-Великопольському в 1929 році склав середній іспит перед Державною екзаменаційною комісією шкільної окружної ради в Познані. У 1930 році пройшов курс у піхотному запасному юнкерському загоні № 7а. Призначений у званні молодшого лейтенанта запасу зі стажем 1 січня 1934 року і 693-ю посадою в офіцерському корпусі піхоти. У 1936 році закінчив Познаньську школу економіки.
Працював начальником поштового відділення в Оборниках. Свою професіональну роботу поєднував із захопленням спортом. На юнацькому рівні виступав за «Венецію» (Острув-Великопольський), потім грав у клубі ОКС та в Островії, і, зрештою, у 1932–1939 роках у «Варті» з Познані. У кольорах останнього з вище вказаних клубів провів вісім сезонів у Першій лізі. Займався тенісом, волейболом і баскетболом.
Як офіцер запасу (мобілізований до центру резерву 25-ї стрілецької дивізії) воював у вересневій кампанії. Після нападу СРСР на Польщу потрапив у радянський полон, перевезений до табору в Старобільську. Навесні 1940 року убитий органами НКВС у Харкові.
5 жовтня 2007 року міністр національної оборони Александер Щиґло присвоїв йому звання поручника посмертно. Про присвоєння звання було оголошено 9 листопада 2007 року у Варшаві під час церемонії «Пам’ятаємо Катинь – вшануймо пам’ять Героїв».